# Oskar Hofheinz
Oskar Hofheinz (* 8. Oktober 1873 in Spöck; † 24. April 1946 in Heidelberg) war ein deutscher Politiker im Badischen Landtag und Gegner des NS-Regimes.

## Leben
Hofheinz wurde als Sohn eines Gastwirts geboren. Nach seinem Abschluss 1888 an der Volksschule in Spöck besuchte er bis 1893 die großherzogliche Präparandenanstalt Gengenbach und das Lehrerseminar Karlsruhe. Anschließend wurde er Unterlehrer unter anderem in Konstanz und Hauptlehrer in Heidelberg. Nach seinem Kriegsdienst in den Jahren 1914 bis 1916 engagierte sich Hofheinz im Heidelberger Stadtrat sowie als Obmann des Badischen Lehrervereins. Auch politisch war Hofheinz aktiv. Von 1921 bis 1933 war er Mitglied der Zweiten Kammer des Badischen Landtages und vertrat von 1929 bis 1933 als Fraktionsvorsitzender die Deutsche Demokratische Partei bzw. Staatspartei.